# Abédi Pelé
Abédi Pelé, född 5 november 1964 i Domé, är en ghanansk före detta fotbollsspelare. Han blev utsedd till årets fotbollsspelare i Afrika 1991, 1992 och 1993. Pelé gjorde 73 landskamper och 33 mål för Ghana mellan 1982 och 1998 och var även lagkapten.